# Ревиль (меч)
Ревиль (др.-исл. Refil, также Refill) — меч Регина, упоминаемый в «Младшей Эдде».

## История Ревиля
Меч Ревиль появляется в «Младшей Эдде» Снорри Стурлусона. После того, как Фафнир убил своего отца Хрейдмара из-за золота (выплаченного Хрейдмару Одином, как вира за убийство Отра), Регин потребовал свою часть сокровищ, но Фафнир пригрозил Регину смертью, надев отцовский Шлем-Страшило и взяв меч Хротти. Регин был вынужден бежать от Фафнира, имея при себе меч Ревиль: «…И он велел Регину убираться прочь, а не то и он будет убит, как Хрейдмар… А у Регина был меч Ревиль. Регин бежал прочь.» Иногда Ревиль отождествляется с мечом Ридилем, которым Регин, согласно «Старшей Эдде», вырезал сердце Фафниру.

## Название
Имя Refill исследователи сравнивают с обозначением узкой лесной тропинки: «refilstigar», также словом «refill» обозначались вышитые гобелены, особенно их узкие детали на общем фоне. Предполагается, что имя Ревиль (Refill) описывает особый узор на клинке, возникающий в результате особой сварки.